# مورگان بتورانگال
مورگان بتورانگال (انگلیسی: Morgan Betorangal؛ زادهٔ ۲۵ اوت ۱۹۸۸) بازیکن فوتبال اهل فرانسه است.
وی همچنین در تیم ملی فوتبال چاد بازی کرده‌است.